# Centropogon perlongus
Centropogon perlongus är en klockväxtart som beskrevs av Henry Allan Gleason. Centropogon perlongus ingår i släktet Centropogon och familjen klockväxter. Inga underarter finns listade i Catalogue of Life.